# 영구
영구는 드라마 《여로》의 등장인물이자, 이를 토대로 한 심형래의 캐릭터이다.

## 역사
영구는 원래 1972년 한국방송의 드라마 《여로》에 등장하는 캐릭터로, 흔히 ‘바보’로 알려져 있었다. 연기는 장욱제가 맡았다.
1980년대 이 드라마를 패러디한 《유머 일번지》의 코너 〈영구야 영구야〉에서 심형래가 영구 역을 맡아서 또한 유명해졌다. ‘영구’는 심형래의 대표 캐릭터로 자리잡아, 1990년대 초까지 10여편의 영화를 찍는등 이 캐릭터로 많은 활동을 했다. 그는 1993년 영화사를 설립하면서 이름을 ‘영구아트’로 붙였다.

## 영구가 등장하는 작품
- 《여로》

심형래의 영구
- 《유머 일번지》의 코너 〈영구야 영구야〉
- 《영구와 땡칠이》(1989)
  - 《영구와 땡칠이 소림사 가다》(1989)
  - 《영구와 땡칠이 3탄 영구람보》(1990)
  - 《영구와 땡칠이 4탄 홍콩할매귀신》(1991)
- 《별난 두 영웅》(1990)
- 《영구와 황금박쥐》(1991)
- 《쌍둥이 영구와 대부》(1992)
- 《영구와 부시맨》(1992)
- 《영구와 흡혈귀 드라큐라》(1992)
- 《영구 홀로 집에》(1992)
  - 《영구 홀로 집에 2》(1993)
- 《영구와 공룡 쮸쮸》(1993)
- 《영구와 우주괴물 불괴리》(1994)
- 《드래곤 투카》(1996)
- 《라스트 갓파더》(2010)

## 같이 보기
- 맹구